# حسین مدکور
حسین مدکور (انگلیسی: Hussein Madkour؛ ۱۹۱۹ – ۳۰ ژوئن ۲۰۰۱) بازیکن فوتبال اهل مصر بود.
وی همچنین در تیم ملی فوتبال مصر بازی کرده‌است.